# هاري وليامز (ملحن)
هاري وليامز (بالإنجليزية: Harry Williams)‏ هو ملحن وكاتب أغاني أمريكي، ولد في 23 أغسطس 1879 في فيرباولت في الولايات المتحدة، وتوفي في 15 مايو 1922 في أوكلاند في الولايات المتحدة.

## وصلات خارجية
- هاري وليامز على موقع IMDb (الإنجليزية)
- هاري وليامز على موقع ميوزك برينز (الإنجليزية)
- هاري وليامز على موقع قاعدة بيانات برودواي على الإنترنت (الإنجليزية)
- هاري وليامز على موقع ديسكوغز (الإنجليزية)
- هاري وليامز على موقع قاعدة بيانات الفيلم (الإنجليزية)